# شون هايغ
شون هايغ (19 مارس 1982 بأوكلاند في نيوزيلندا - ) (بالإنجليزية: Shaun Haig)‏ هو لاعب كريكت نيوزلندي. لعب مع فريق أوتاغو للكريكت ‏.

## وصلات خارجية
- شون هايغ على موقع إي آس بي آن كريك إنفو (الإنجليزية)